# Віктор Лемуан
Вікто́р Лемуа́н (фр. Victor Lemoine, 21 жовтня, 1823, Дельм, Франція — 12 грудня 1911, Нансі, Франція) — французький селекціонер декоративних рослин, відомий передусім виведенням багатьох сортів бузку.

## Біографія
Віктор Лемуан народився 21 жовтня 1823 року в невеличкому лотарингському містечку Дельм у родині садівників та агрономів. Після закінчення коледжу Лемуан багато подорожував. Вирішив продовжувати сімейну традицію і присвятив себе садівництву. Працював у багатьох знаних на той час садівничих установах, зокрема у Луї Ван-Гутта в Генті (Бельгія).
У 1849 році оселився в Нансі, де зарекомендував себе як флориста і садівника, спеціаліста з гібридизації. На початку 1850-х продемонстрував свої перші успіхи в селекції: 1852 року вивів сорт портулака з махровими квітками, а 1854 — махровий сорт перстача Gloire de Nancy і перші гібридні стрептокарпуси. Приблизно тоді ж Лемуан звернув увагу на фуксії і вивів багато сортів, зокрема знамениту гібридну фуксію Solferino з махровими квітами. У 1862 році інтродукував білу спірею японську, 1866 — великоквіткову гортензію мітловидну і пеларгонію з махровими квітками, а 1868 — першу гібридну вейгелу.
Найвідомішим досягненням Віктора Лемуана стала його робота із селекції бузку. Фактично, він заклав основи культури бузку, зробивши бузок популярною садовою рослиною. 1876 року він створив перші гібриди французького бузку з махровими квітками і перші гибридні сорти бузку гіацинтоквіткового (S. oblata × S. vulgaris). З 1870 року у сімейному садівничому розпліднику, заснованому Віктором Лемуаном, були виведені 214 сортів бузку, багато з яких стали еталонними. Власне Лемуану належить авторство 64 сортів, його сину Емілю Лемуану (1862—1942) — 140, онуку Анрі Лемуану (1897—1982) — 10.
Приблизно з середини XIX століття до середини 1950-х років фірма «Віктор Лемуан і син» була широко відома своїми пеларгоніями і фуксіями (близько 450 форм), гладіолусами (590 сортів), клематисами (майже 90), півоніями (60), гортензіями (40), астільбами (близько 30), садового жасмину, дейціями, вейгелами, бегоніями та іншими. Багато сортів популярні і зараз.

## Сорти бузку Віктора Лемуана
Віктор Лемуан почав займатися селекцією бузку з 1870 року. Восени 1870 року Лемуан отримав перше насіння від схрещування бузку звичайного і першого махрового культивара Azurea plena, отриманого у 1843 році в Льєжі. Також проводилось схрещування сорту Azurea plena і бузку широколистого. Пізніше цей гібрид отримав назву бузок гіацинтоквітковий.
Перший сіянець зацвів у 1878 році і виправдав очікування: його квітки виявились махровими, більшими ніж в сорту Azurea plena. Новий сорт отримав назву Lemoinei. У 1881 році зацвів Rubella plena — перший махровий сорт з темнозабарвленими (пурпуровими) квітками. Пізніше були виведені густоквітучі махрові сорти Michel Buchner (1885) і President Grevy (1886). 1890 року вперше з'явився білосніжний махровий бузок, який Лемуан назвав на честь своєї дружини — Mme Lemoine; роком раніше — сорт Emile Lemoine, названий на честь сина.
Створені ним сорти Віктор Лемуан називав на честь тогочасних політичних діячів Франції (President Grevy, President Loubet), або їх дружин (Mme Casimir Perier), відомих французьких вчених, філософів та історичних діячів минулого (Condorcet, De Saussure, Reamur, Duc de Massa), а також на честь колег-сучасників — садівників, ботаніків, селекціонерів (Viviand-Morel, Charles Joly, Maximowicz). У 1906 році син Віктора Лемуана Еміль дав ім'я свого батька виведеному сорту бузку. Victor Lemoine донині вважається одним з кращих сортів бузку з надзвичайно яскравим і тривалим цвітінням.

## Галерея

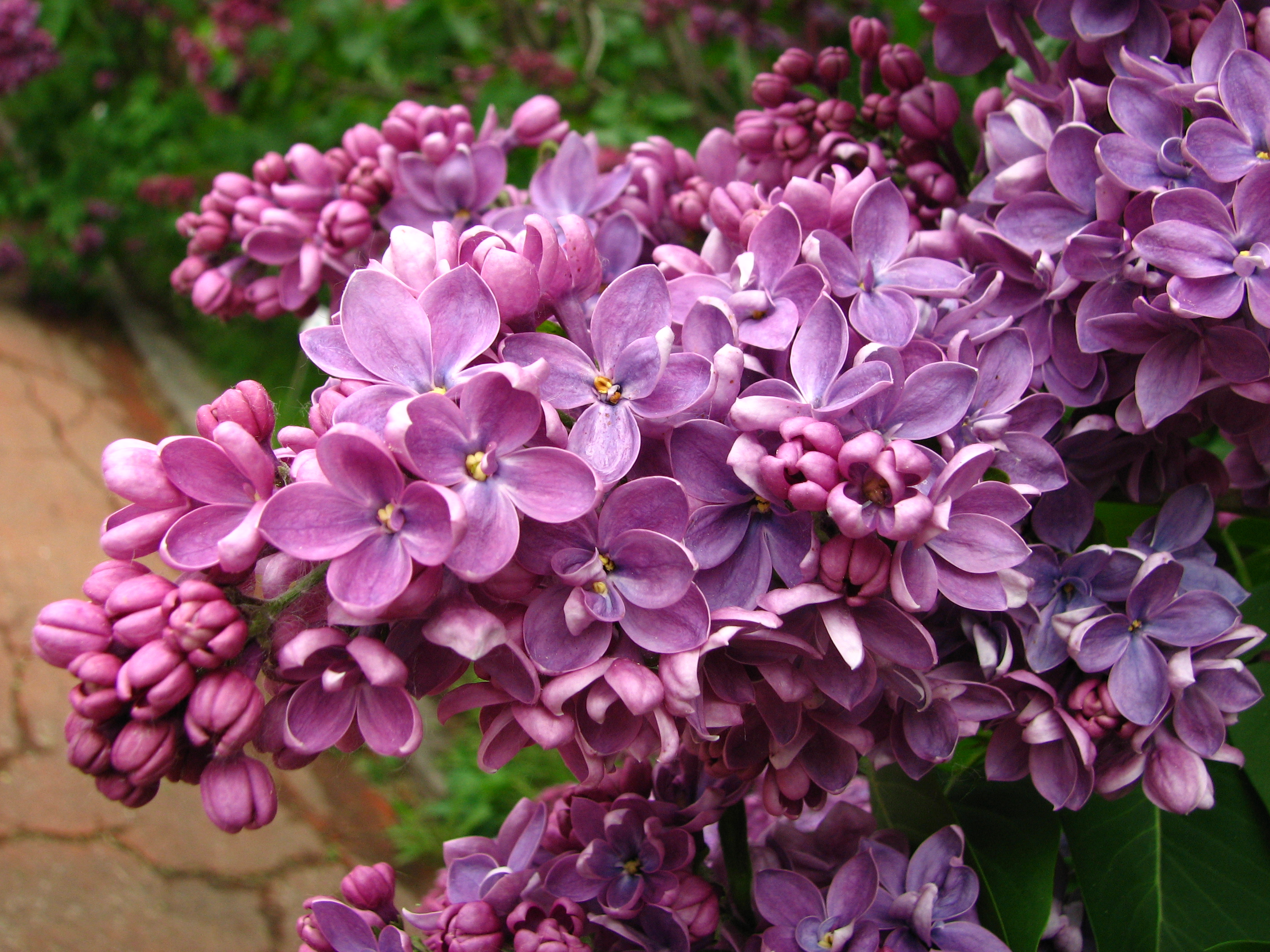
Cavour, виведений у 1910
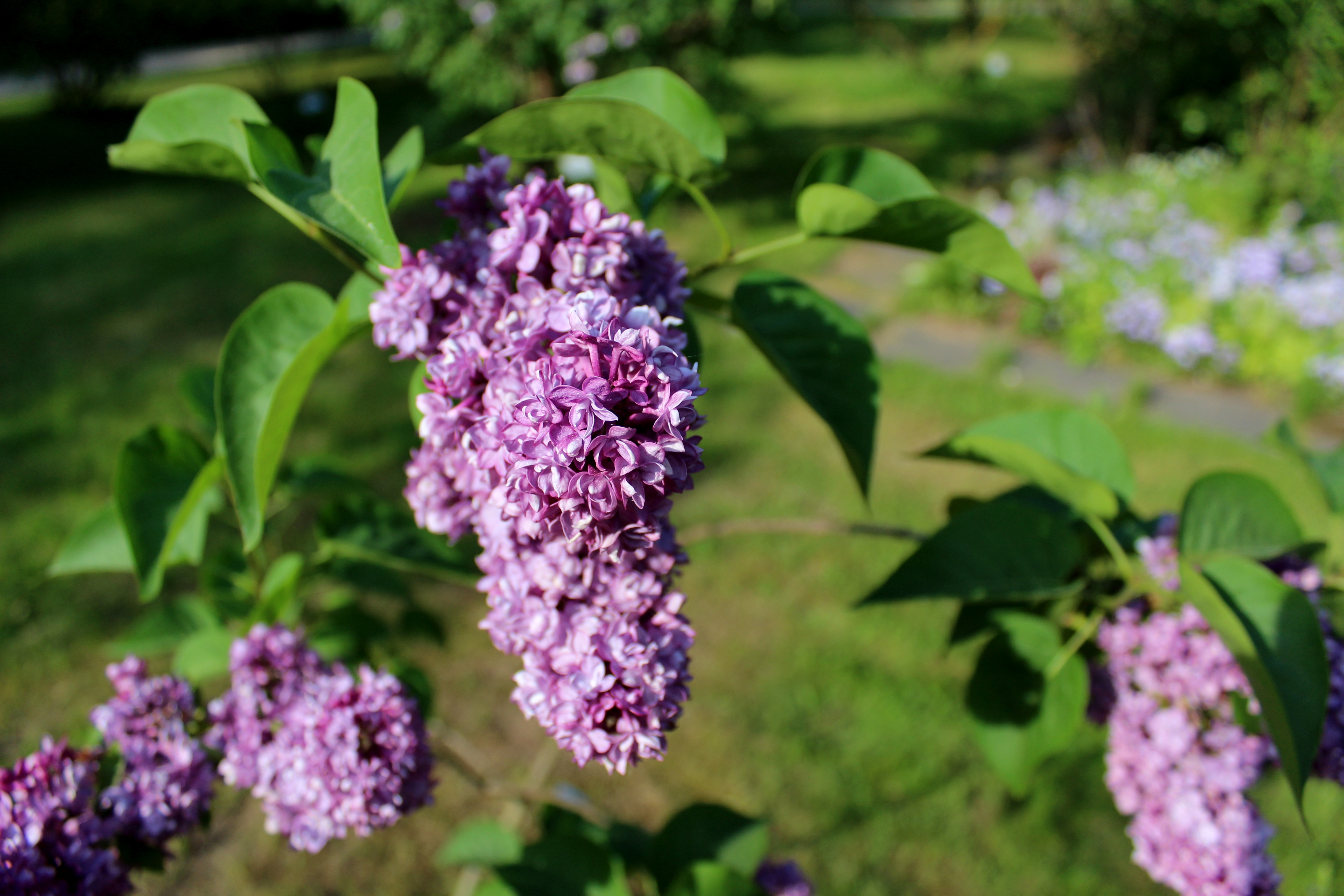
Charles Joly, виведений у 1896
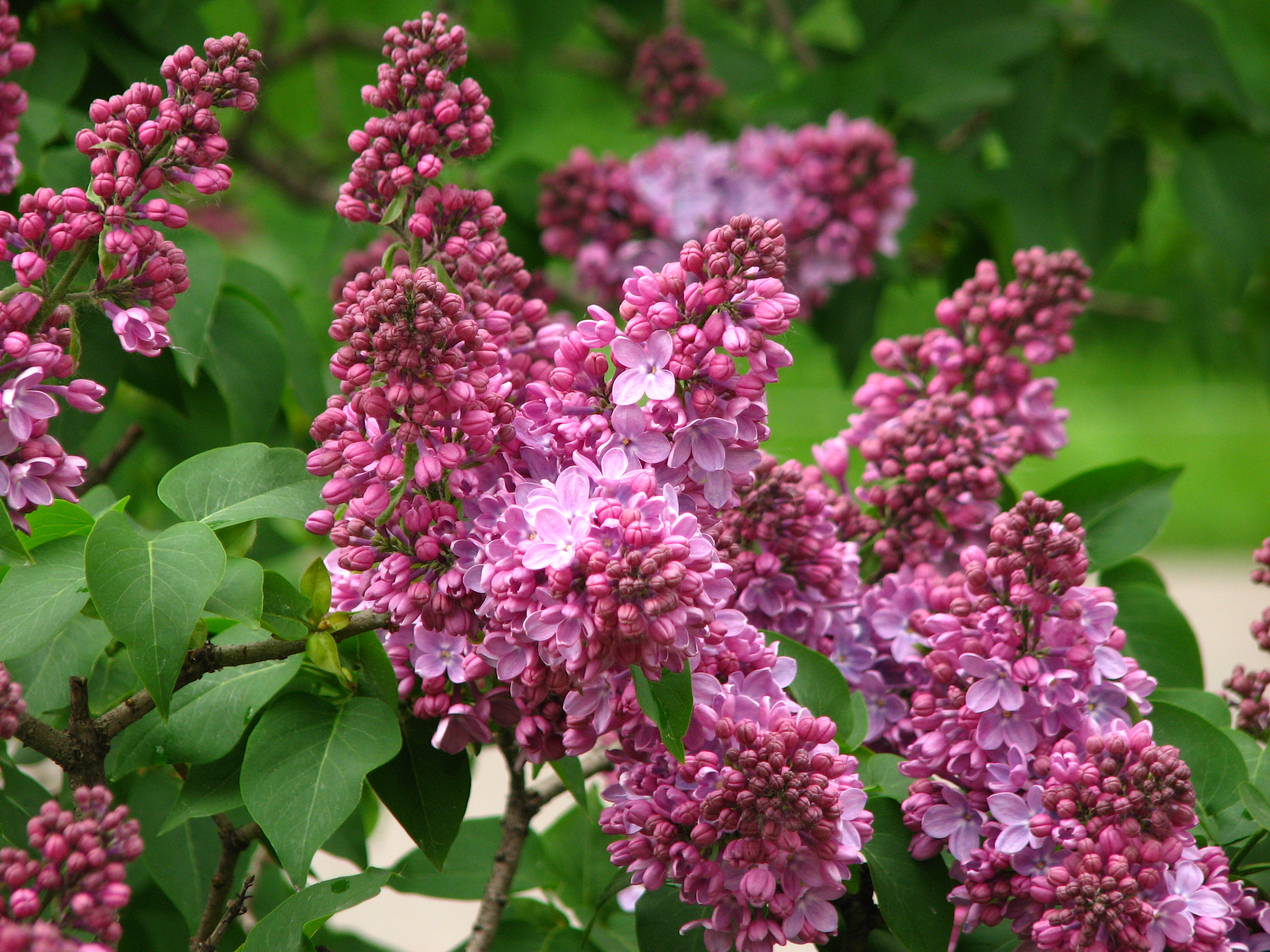
Christophe Colomb, виведений у 1905
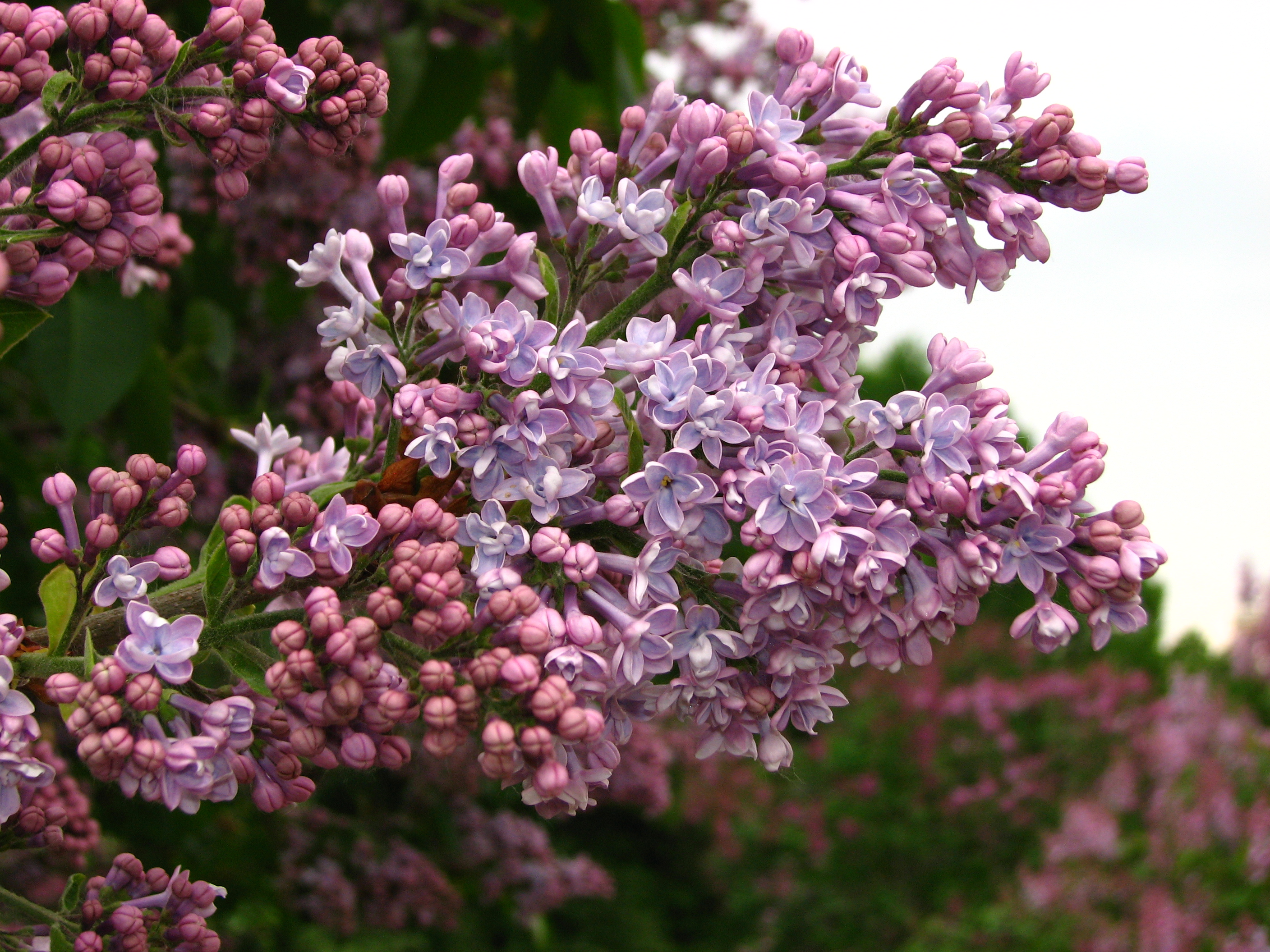
Condorcet, виведений у 1888
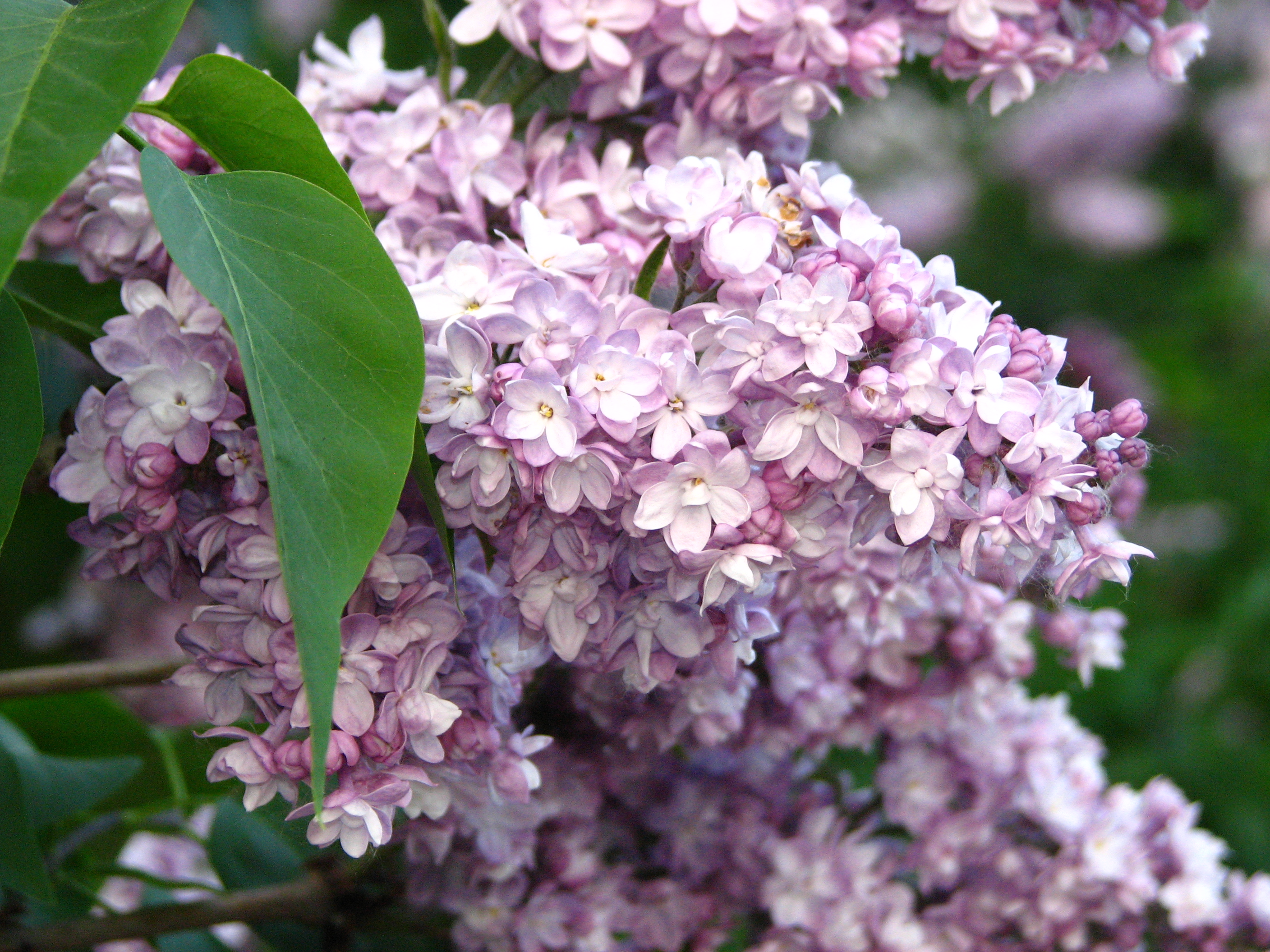
Duc de Massa, виведений у 1905
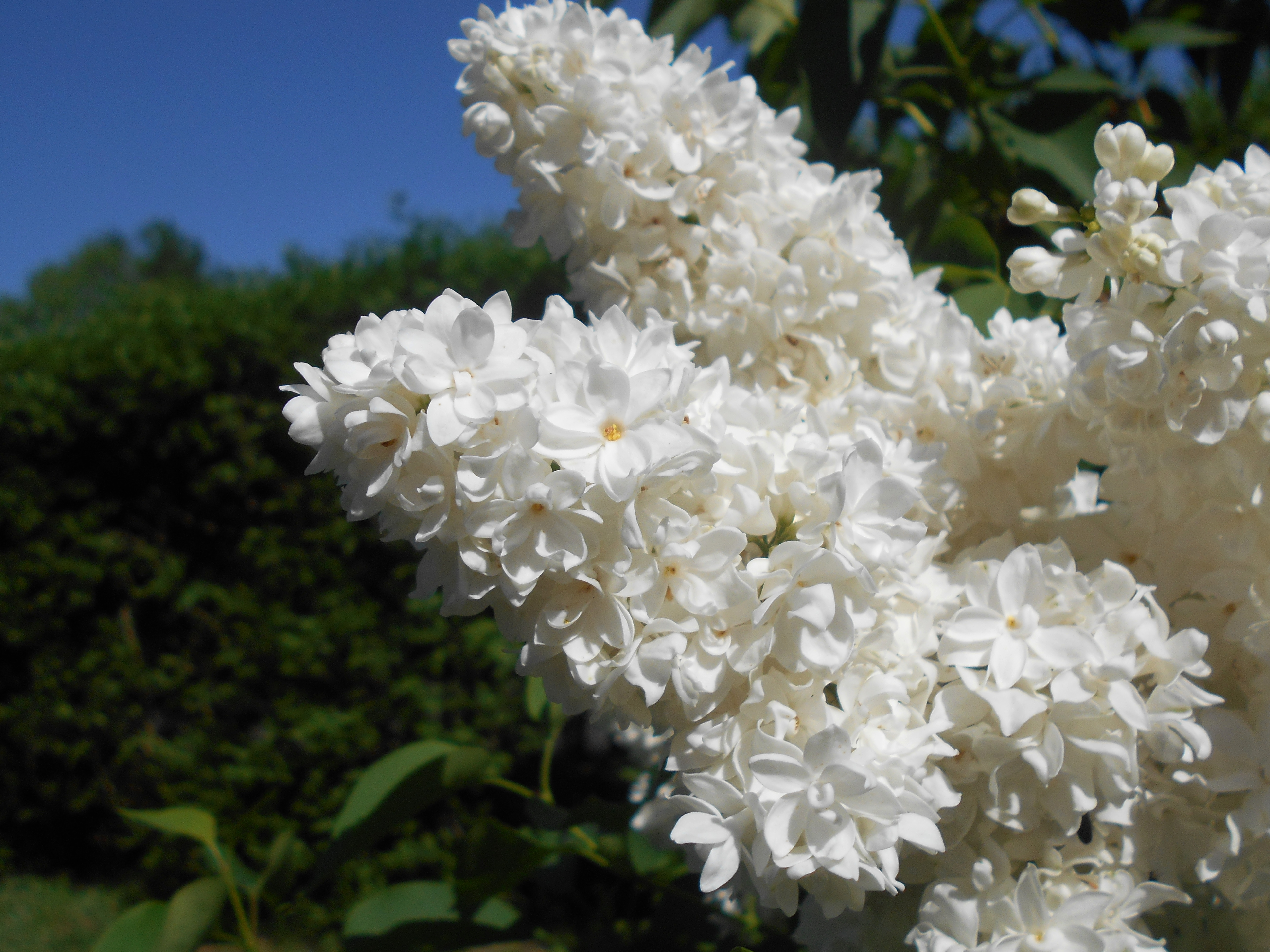
Edith Cavell, виведений у 1916
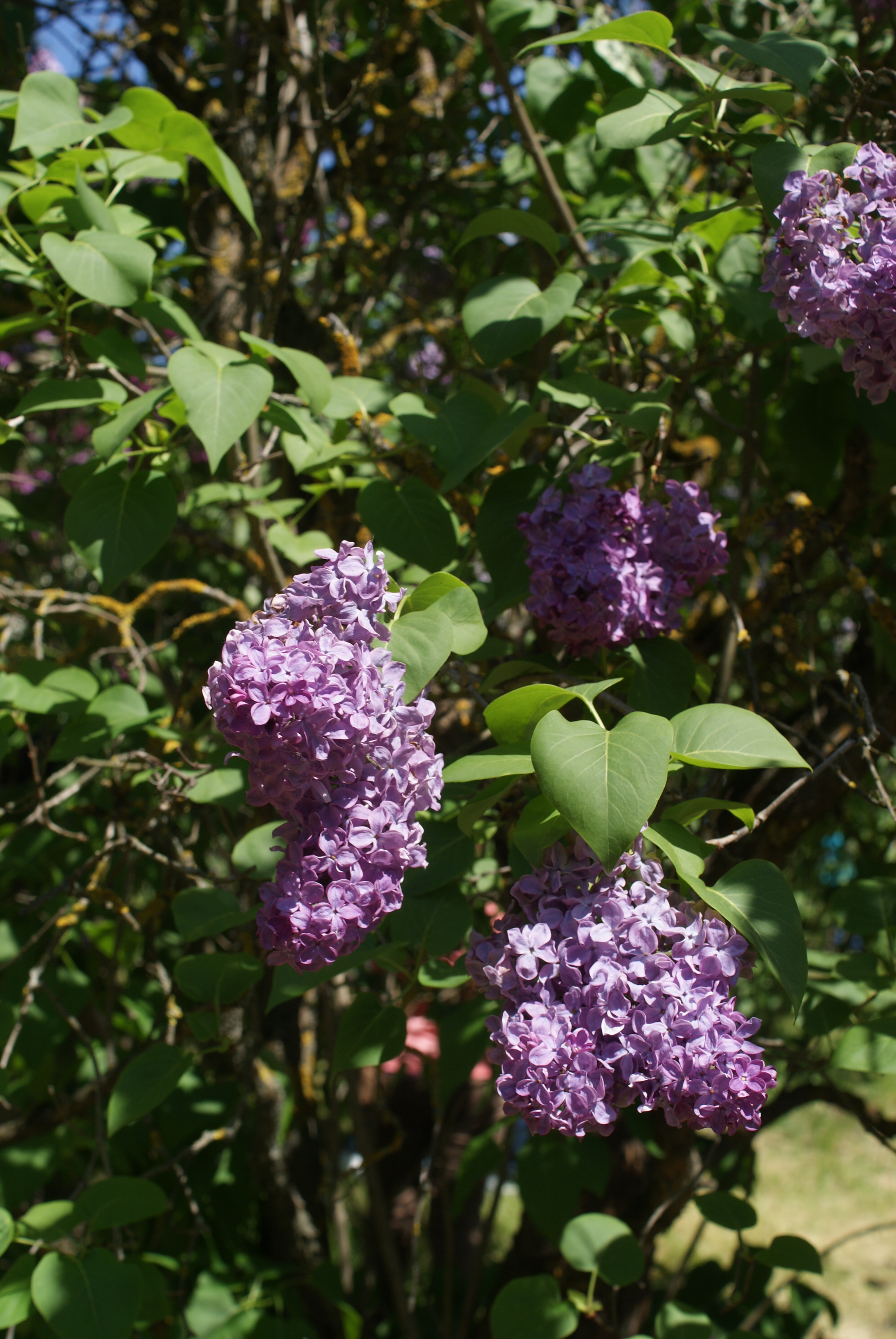
Marechal Lannes, виведений у 1910
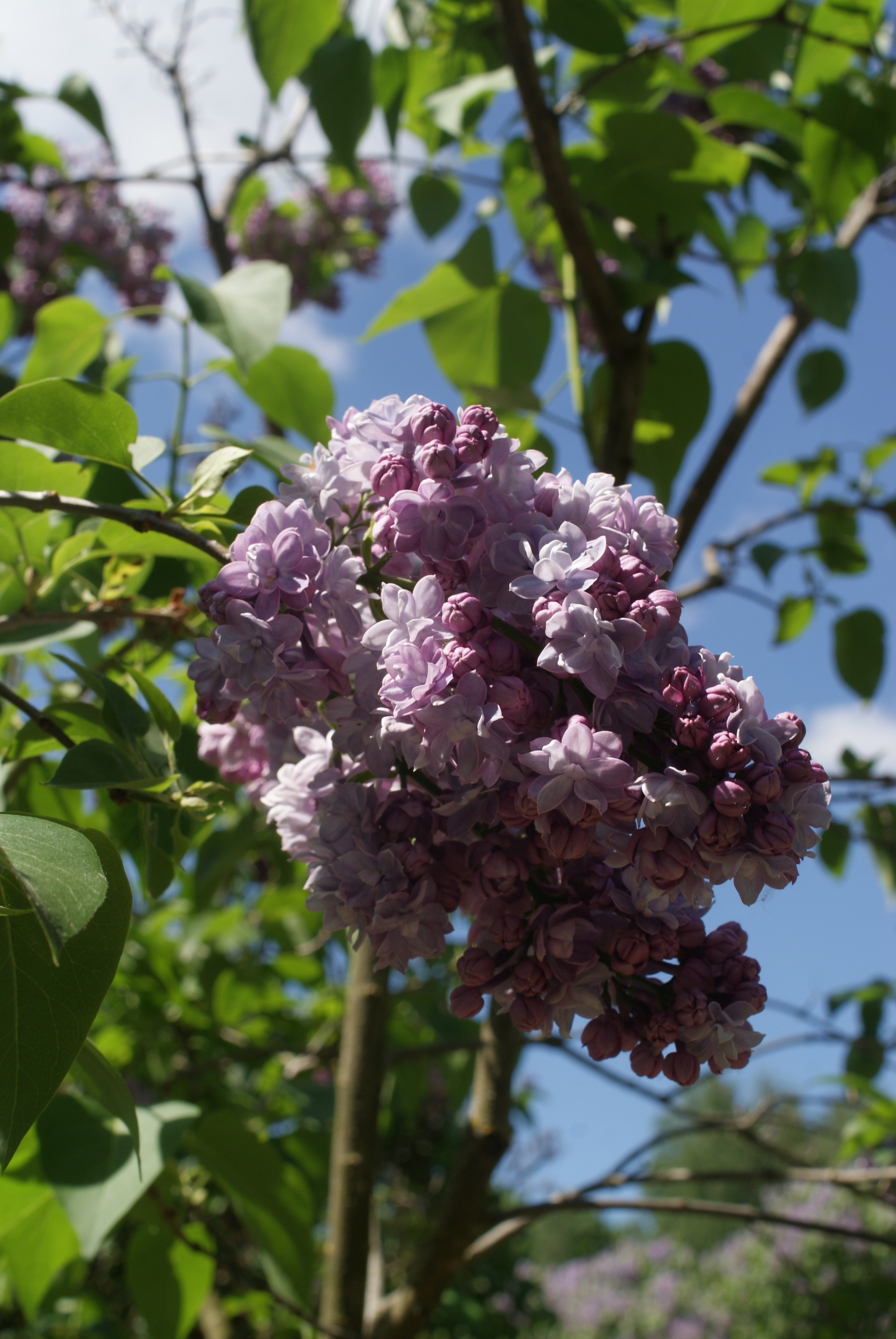
Dr. Maillot, виведений у 1895
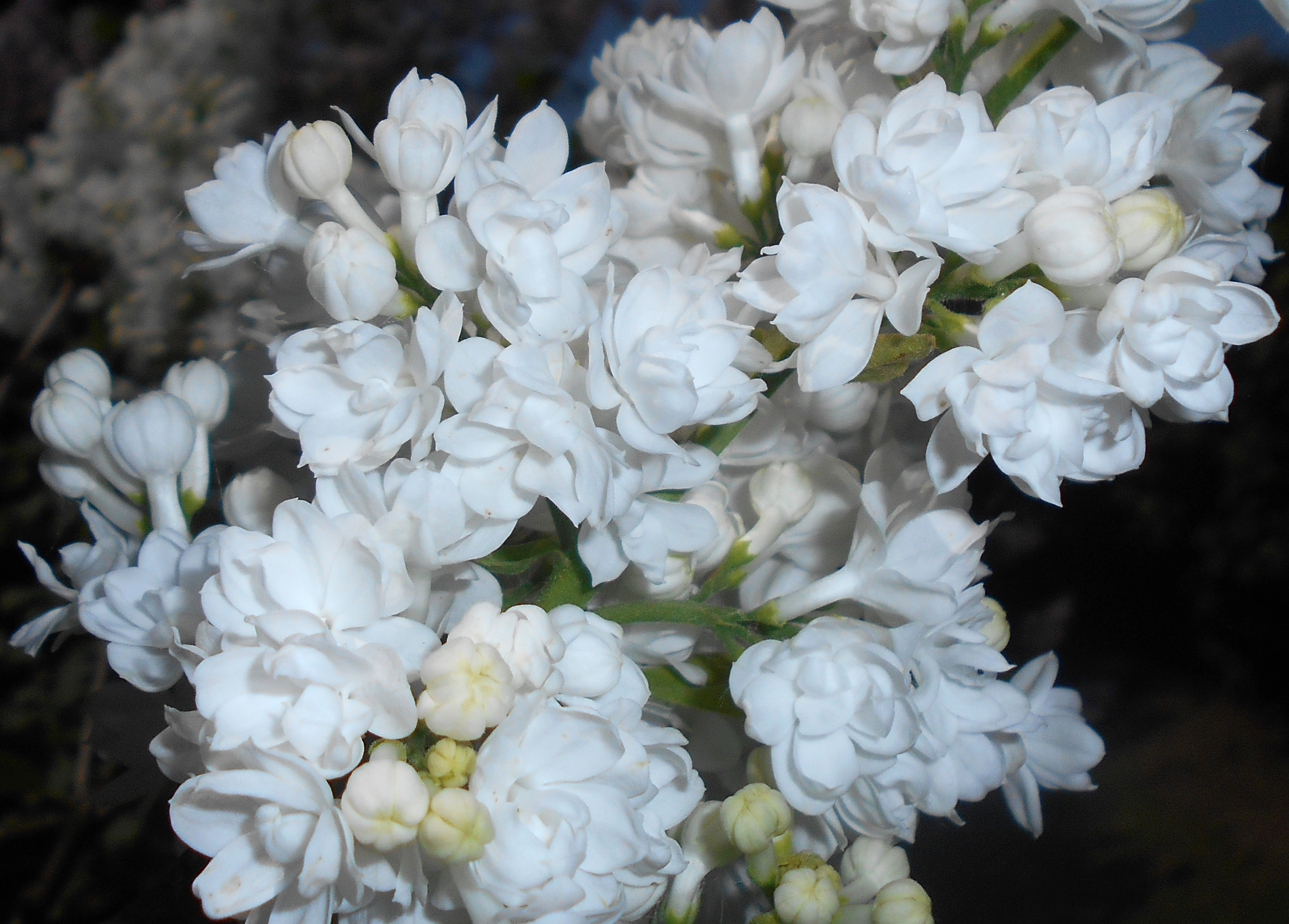
Miss Ellen Willmott, виведений у 1903
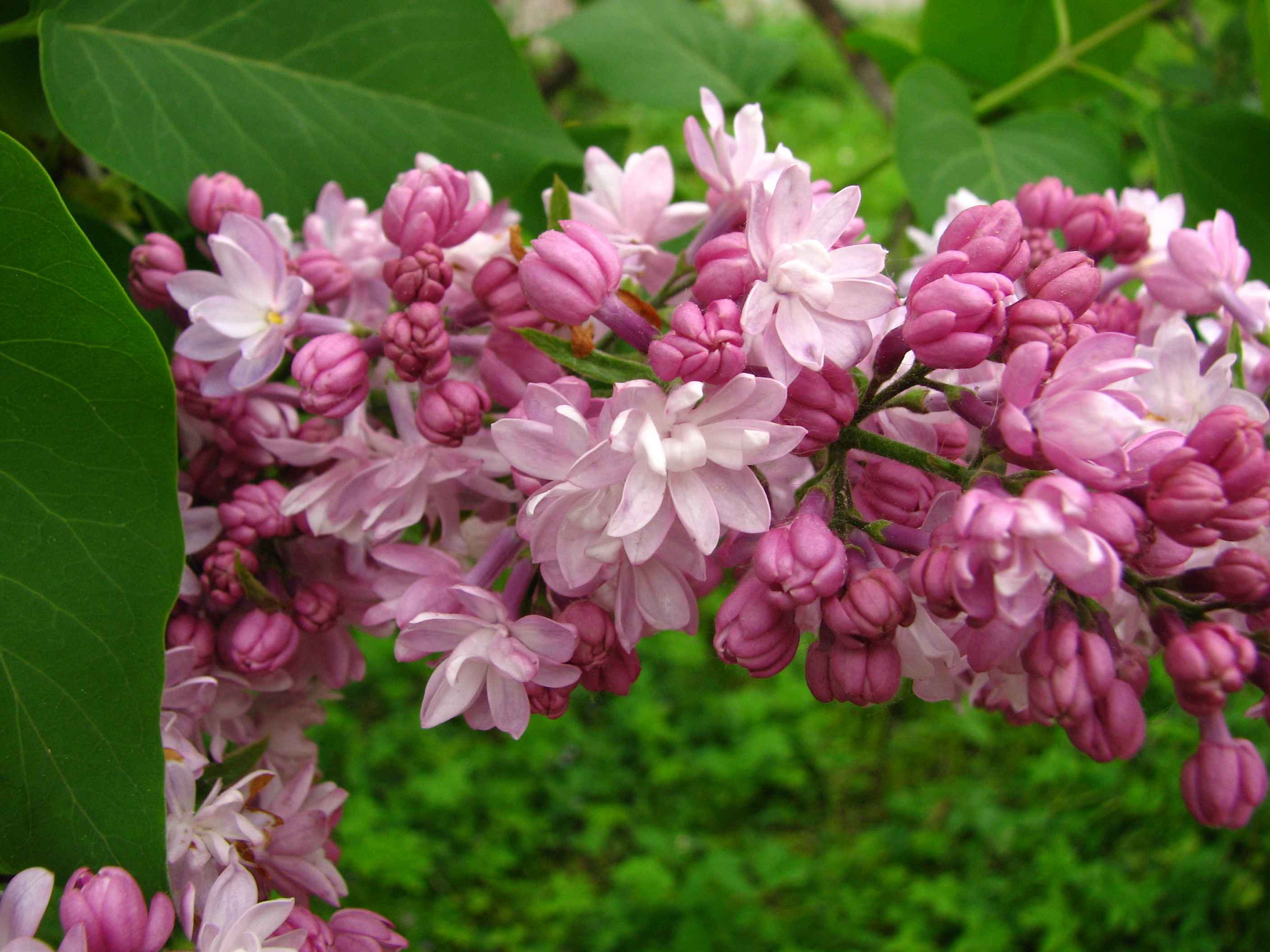
Mme Antoine Buchner, виведений у 1909

## Відзнаки та нагороди
Віктор Лемуан став першим іноземцем, що отримав Вікторіанську медаль садівництва від Королівського садівничого товариства. Він також отримав почесну медаль Джорджа Р. Уайта від Массачусетського садівничого товариства. Офіцер Ордену Почесного легіону.